# Zaviralno padalo
Zaviralno padalo (ang. drogue parachute tudi braking parachute) je specializirano padalo, ki se jih uporablja za ustavljanje hitropremikajočih se plovil, kot je npr. letalo ali pa avtombilov pri dirkah na pospeševanju (drag. racing)
Zaviralno padalo je daljše, ožje in ima manjši upor od običajnega padala.  Je preprostejše za izdelavo, se lažje odpre in je zanesljivejše kot običajno padalo. Lahko se odpre pri višji hitrosti kot konvencionalno padalo.
Zaviralna padala se večinoma uporabljajo za vojaška letala, civilne izjeme so redke, npr. komercialni Tu-134 in nadzvočni Tu-144. Sodobna potniška letala za zaviranje uporabljajo obračalnik potiska.
Zaviralno padalo najbolj učinkovito zavira pri velikih hitrostih, za popolno zaustavitev pa so še vedno potrebne konvencionalne zavore.
Sistem je cenejši in lažji kot obračalnik potiska, vendar je slednji bolj zanesljiv.

## Zgodovina
Leta 1911 je Giovanni Agusta izumil zaviralno padalo. Leta 1912 je rus Gleb Kotelnikov prvič uporabil za zaustavitev avtomobila Russo-Balt.
Leta 1937 je Sovjetska zveza uporabljala letala z zaviralnim padalom na ledenih stezah na Arktiki.
Prvo vojaško letalo s tem sistemom je bil nemški izvidniški bombnik Arado Ar 234.